# Озьякуп, Оузхан
Оузхан Озьякуп (тур. и нидерл. Oğuzhan Özyakup; 23 сентября 1992, Зандам, Северная Голландия) — турецкий и нидерландский футболист, игравший на позиции полузащитника.
С 2013 по 2019 года выступал за сборную Турции. Участник чемпионата Европы 2016 года.

## Карьера
Озьякуп подписал контракт с лондонским «Арсеналом», будучи школьником, 1 сентября 2008 года и прошёл все ступени юношеских команд клуба, прежде чем дебютировал за «Арсенал» в Кубке Футбольной лиги против «Шрусбери Таун». В том матче он отметился голевой передачей на Йосси Бенаюна, команда выиграла 3:1.
8 июня 2012 года стало известно о переходе Озьякупа в стамбульский «Бешикташ» за 500 тыс. евро.
1 сентября 2022 года перешёл в нидерландскую «Фортуну», подписав с клубом двухлетний контракт.
26 августа 2024 года объявил о завершении игровой карьеры в возрасте 31 года.

## Сборная
Озьякуп выступал за сборную Нидерландов по футболу до 17 лет, вместе со сборной дошёл до финала чемпионата Европы среди юношей до 17 лет 2009 года. В возрасте 19 лет он выбрал сборную Турции вместо Нидерландов. Дебютировал за сборную Турции 28 мая 2013 года в матче против сборной Латвии.
Первый гол за сборную забил 6 сентября 2015 года в домашнем отборочном матче Евро-2016 против сборной Нидерландов.
Участник чемпионата Европы 2016 года во Франции.

## Достижения
«Бешикташ»
- Чемпион Турции (3): 2015/16, 2016/17, 2020/21
- Обладатель Кубка Турции: 2020/21